# Josefa Náprstková
Josefa Náprstková, rozená Křížková (8. října 1838 Praha – 13. září 1907 Praha) byla manželka a pomocnice Vojtěcha Náprstka, zakladatelka rozsáhlé sbírky lidové výšivky, členka mnoha spolků a zakládající členka Amerického klubu dam.

## Životopis
Byla dcerou domovnice Kateřiny Wagnerové a vinopala Adolfa Křížka pracujícího v domě U Halánků patřícímu Anně Fingerhutové. V domě U Halánků nepracoval jen její otec, ale od roku 1856 zde pracovala i samotná Josefa na pozici mladší stoličné. Byla velmi pracovitá, chytrá a poslušná. Po dvou letech se vypracovala a sama mohla prodávat lihoviny ve skladu. Později pomáhala s vedením celé vinopalny a po smrti Anny Fingerhutové se začala starat i o chod domácnosti.
Dne 25. února 1875 se provdala za Vojtu Náprstka. Obřad byl civilní a konal se na Staroměstské radnici v Praze. Vzali se po 15 letech známosti a 2 roky po smrti Vojtěchovy matky Anny Fingerhutové.
I přesto, že stála celý život v pozadí, dokázala svou pílí a houževnatostí dosáhnout mnoha úspěchů. Stala se pravou rukou svého muže a vedla za něho korespondenci s celým světem. Vychovala pět sirotků, starala se o knihovnu a uspořádala sbírku na postavení pomníku Boženy Němcové na Vyšehradě.

### Sběratelství
Od konce 70. let 19. století začala pro České průmyslové muzeum iniciovat sběr českého a slovenského lidového umění (především ruční práce, kroje, krajku a výšivky) a tuto početnou kolekci nazvala Práce našich matek. Sbírka se stala součástí Etnografického oddělení Národního muzea – Historického muzea a patří mezi časově nejstarší fond. Od roku 1877 byla starostkou vydavatelského spolku Libuše, který vydával četbu pro ženy. Jako členka Amerického klubu dam se podílela na založení Domácnosti-první české školy kuchařské a Zátiší pro dělné ženy a dívky. V roce 1890 založila sbírku ústřižků japonského textilu čítající přibližně 1400 kusů. Neváhala vynaložit finanční obnos na získání nějakého zajímavého exponátu. V přírůstkových knihách je zapsána jako dárkyně u mnoha předmětů z Afriky, Ameriky i Asie. Předměty získávala od cestovatelů, misionářů, krajanů i obchodníků.
V roce 1891 se se svým manželem podílela na přípravě Zemské jubilejní výstavy a v roce 1895 na přípravě Národopisné výstavy českoslovanské, především na plánování pavilonu věnovaného americkým Čechům.
Po manželově smrti se ujala vedení muzea a knihovny, nechala přestavět a zvětšit muzejní budovu a upravit okolí Náprstkova muzea. Až do své smrti byla aktivní členkou mnoha spolků a nadací.